# Neon TV
Neon TV je univerzitní televizí na Univerzitě Tomáše Bati ve Zlíně. Je to projekt, který v rámci předmětu Televizní studio umožňuje studentům Fakulty multimediálních komunikací Archivováno 24. 10. 2007 na Wayback Machine. zapojit se do zpracování audiovizuálních děl, jako jsou reportáže, zpravodajství a streamované videopřenosy přes internetovou síť. Realizace veškerých činností je prováděna výhradně studentským týmem, pod dozorem pedagogů z ústavu audiovize a animace a ústavu marketingových komunikací.

## Historie
Ve druhé polovině zimního semestru 2004/2005 vzniká na základě získaného grantu formování projektu televizního studia. Ten byl vytvořen za účelem zvyšování znalostí a dovedností studentů Fakulty multimediálních komunikací. 
V akademickém roce 2007/2008 byla poprvé použita technologie streamovaného videa v přímém přenosu. V této době vzniká subjekt univerzitní televize Neon TV, který je produktem vyučovaného předmětu Televizní studio. 

## Cíle
1. Plnit funkci vzdělávací v oblasti audiovizuální tvorby.
2. Podporovat spolupráci napříč studijními obory na FMK a mezi fakultami.
3. Stát se dominantním univerzitním médiem.
4. Informovat o dění na UTB ve Zlíně, především o mimořádných aktivitách studentů.
5. Produkovat audiovizuální díla národního formátu.
6. Rozvíjet technologii streamovaného videa a živých internetových přenosů.
7. Dát k dispozici studentům nejnovější technologie a seznámit je s moderními metodami v oboru multimédií.
8. Být základem pro produkční centrum s propojením na komerční subjekty. [3]

## Organizace Neon TV
Na chodu univerzitní televize se podílejí garanti předmětu Mgr. Tomáš Šula a MgA. Pavel Hruda,cvičícím pedagogem je Mgr. Jan Čada.

Samotnou činnost zajišťují zvolení studenti v čele s manažerem Neon TV , která je rozdělena do několika sekcí: videoreportáže, propagace, redakce. 

## Aktivity
Tvorba zpravodajského webu www.neontv.cz. Obsahem tohoto webu je audiovizuální i neaudiovizuální tvorba. Mezi audiovizuální výstupy patří reportáže,  zpravodajství a živé přenosy (např. Miss Academia, Cena Salvátor, Percipio). Neaudiovizuální obsah webu tvoří články, tiskové zprávy, pozvánky a fotoreporty ze zlínského prostředí.

Od podzimu 2012 přišla Neon TV s novým pořadem Host týdne a radiovým pořadem Opilcovo ráno. 